# Scorpio sudanensis
Scorpio sudanensis – gatunek skorpiona z rodziny Scorpionidae.
Gatunek ten został opisany w 2009 roku przez Wilsona R. Lourenço i Johna L. Cloudsley-Thompsona na podstawie pojedynczego samca, odłowionego w 1960 roku przez drugiego z autorów.
Holotypowy samiec ma łącznie z telsonem 39,6 mm długości, a bez niego 35,4 mm. Karapaks ma 5,9 mm długości i tyle samo szerokości z tyłu. Ciało ma barwę jasnożółtorudą do żółtobrązowej, bez ciemniejszych znaków i z jaśniejszymi przydatkami. Na nogogłaszczkach, zwłaszcza szczypcach, prawie brak żeberek, w szczególności brak żeberek grzbietowych i grzbietowo-zewnętrznych. Na nieruchomej części szczypiec granulki grzbietowo-zewnętrzne umiarkowanie zaznaczone. Udo nogogłaszczka z 3, rzepka z 19, a szczypce z 26 trichobotriami. Rzeźba karapaksu bez żeberek i z nielicznymi granulkami w części środkowej i tylnej. Powierzchnia tergitów przedodwłoka gładka, z rozproszonymi granulkami. Wieczko płciowe zbudowane z dwóch półowalnych płytek. Każdy z grzebieni dziewięcioząbkowy. Granulowanie smukłego telsonu jest umiarkowane do słabego. 
Skorpion znany wyłącznie z lokalizacji typowej na sudańskim płaskowyżu Erkowit.